# Тафт, Лорадо
Лорадо Задок Тафт (англ. Lorado Zadoc Taft; 1860—1936) — американский скульптор, также писатель и педагог.

## Биография
Родился 29 апреля 1860 года в городе Элмвуд, штат Иллинойс.
После первоначальной домашней подготовки он продолжил своё образование в колледже и Иллинойсском университете, где его отец был профессором геологии. В 1879 Тафт получил степень бакалавра, а затем магистра. В 1879 году он уехал в Париж изучать скульптуру, продолжая поддерживать связь с университетом. В Париже с 1880 по 1883 годы он обучался в Национальной высшей школе изящных искусств у Огюста Дюмона, Жана-Мари Бонасье и Jules Thomas. Здесь дважды выставлялся на Парижском салоне.
В 1886 году Тафт вернулся в США и поселился в Чикаго. Преподавал в Чикагском институте искусств, обучая своих студентов работе не только с глиной и гипсом, но и с мрамором. Также читал лекции в Чикагском и Иллинойсском университете. В 1892 году для оформления американского павильона садоводства на Всемирной выставке в Чикаго, которая прошла в 1893 году, Тафт создал группу из своих студенток-скульпторов, названную «Белые кролики». Впоследствии из них выросли известные американские женщины-скульпторы, и тем самым Лорадо Тафт содействовал повышению статуса женщин в качестве скульпторов, что для того времени было редкостью. В 1898 году он был также одним из основателей художественной колонии «Орлиное гнездо» (англ. Eagle's Nest Art Colony) в небольшом городке Орегон, штат Иллинойс.
Помимо создания художественных произведений, Тафт публиковал работы по истории американской скульптуры. В 1903 году он опубликовал The History of American Sculpture — один из первых обзоров по этой теме. Переработанная в 1925 году версия была долгое время основной работой на тему американской скульптуры, пока в 1968 году Уэйн Крейвен (англ. Wayne Craven) не опубликовал свой труд «Скульптура в Америке». В 1921 году Тафт опубликовал работу Modern Tendencies in Sculpture — компиляцию своих лекций в Чикагском институте искусств, которая остаётся востребованной и в настоящее время как отличный обзор американской скульптуры в первые годы XX века.
Умер 30 октября 1936 года в Чикаго в своей домашней студии. Был похоронен на кладбище Elmwood Township Cemetery в Элмвуде.
В 1965 году рабочее место Тафта в Чикаго вошло в Национальный исторический памятник США как Lorado Taft Midway Studios.

## Заслуги
Лорадо Тафт был удостоен многочисленных наград, премий и почётных званий. Он являлся членом Национальной академии дизайна, а также National Institute of Arts and Letters и Американской академии искусств и литературы; возглавлял Национальное общество скульпторов в 1920-е годы и входил в состав совета Board of Art Advisors штата Иллинойс; работал в комиссии United States Commission of Fine Art с 1925 по 1929 годы, был почётным членом Американского института архитекторов. Некоторые его документы находятся в коллекции Смитсоновского архива — Archives of American Art, в Иллинойсском университете и в Институте искусств Чикаго.

## Труды
Одной из самых монументальных работ Тафта является «Фонтан времени», над которой он работал с 1910 по 1922 год. Напротив него скульптор хотел создать «Фонтан творчества» (англ. Fountain of Creation), но не успел.

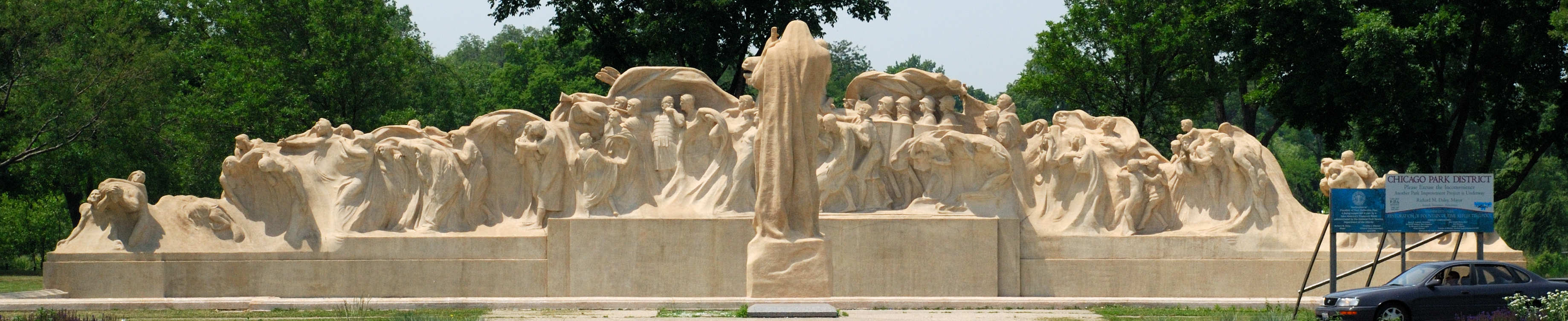

Некоторые другие работы
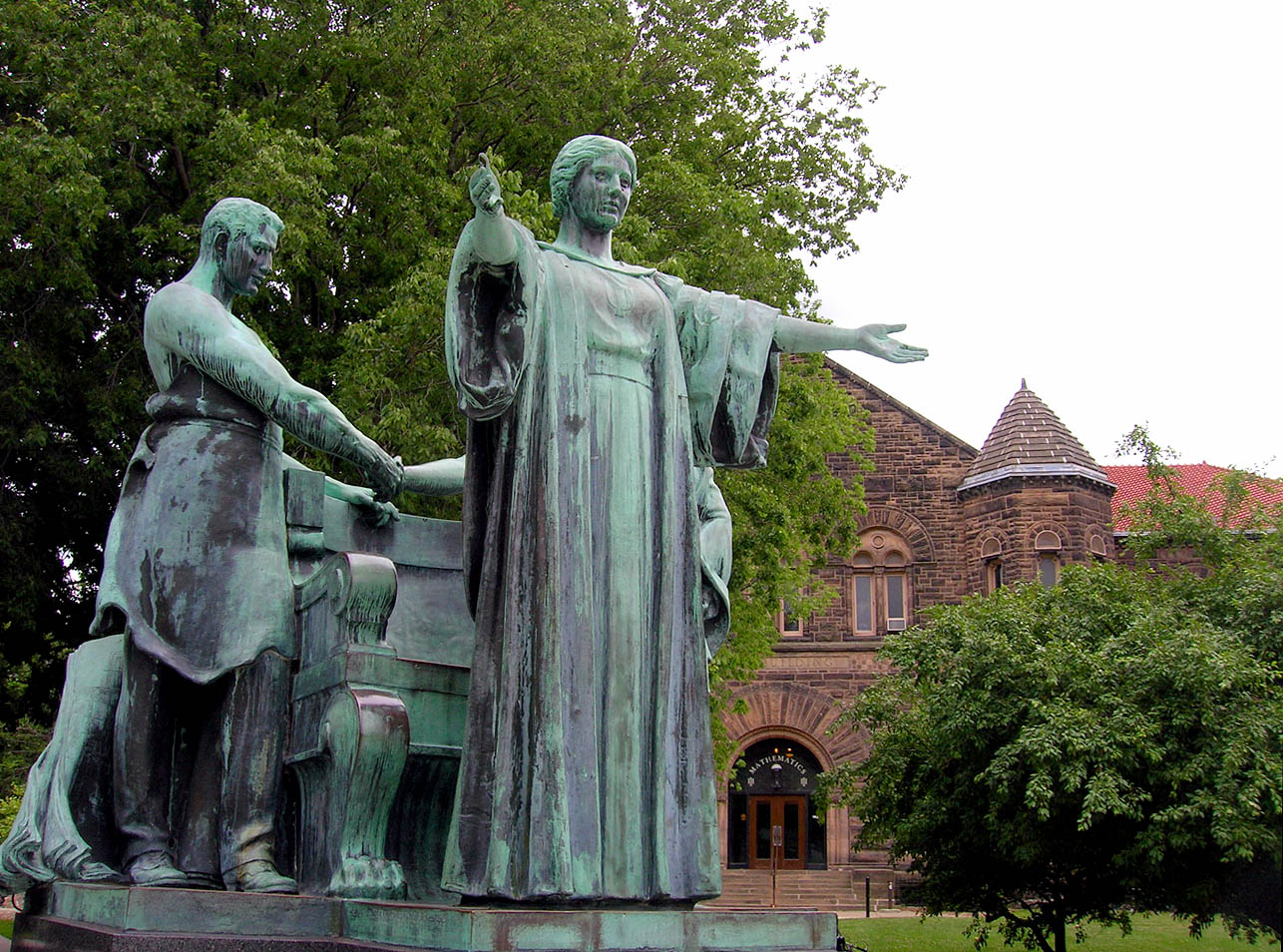
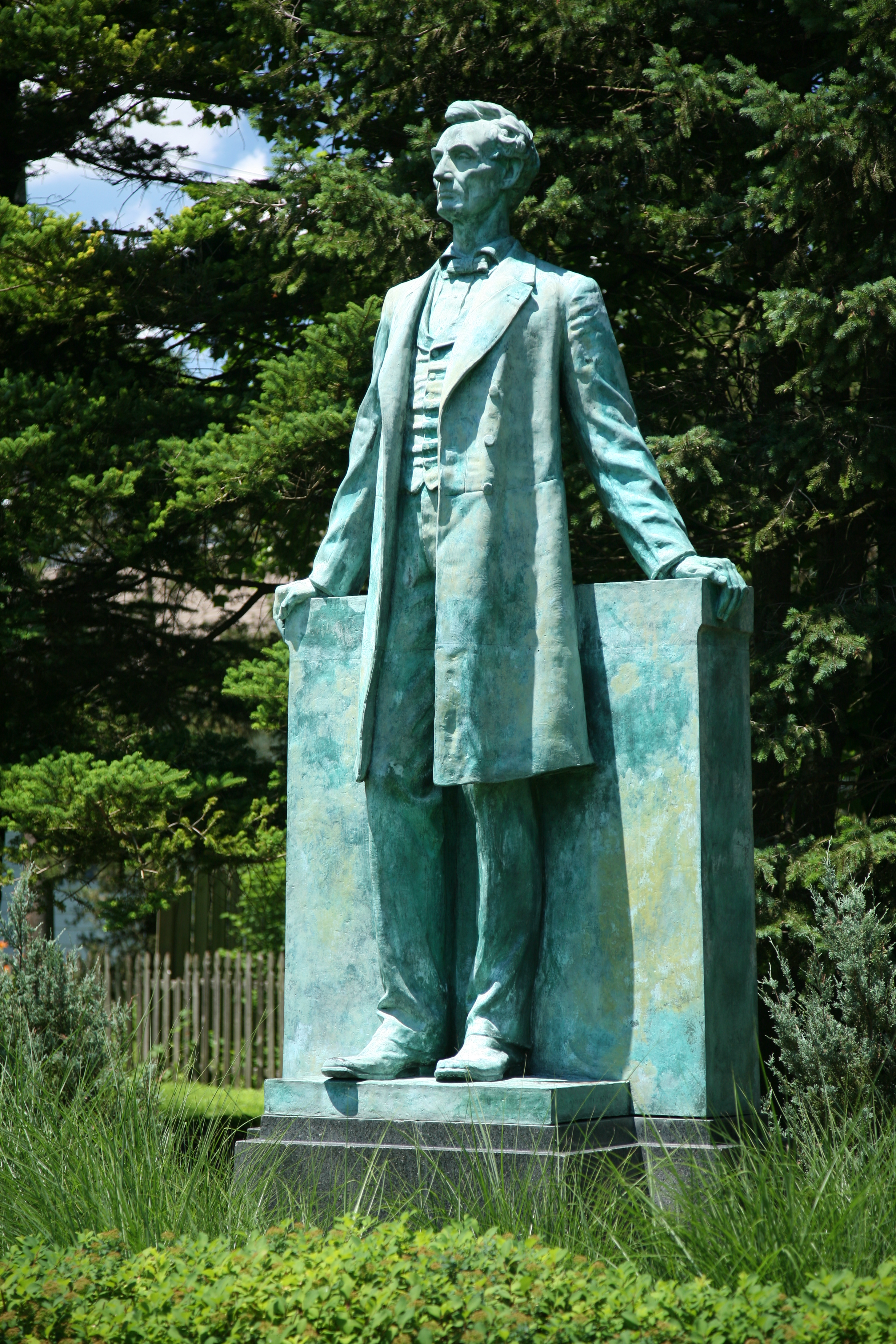
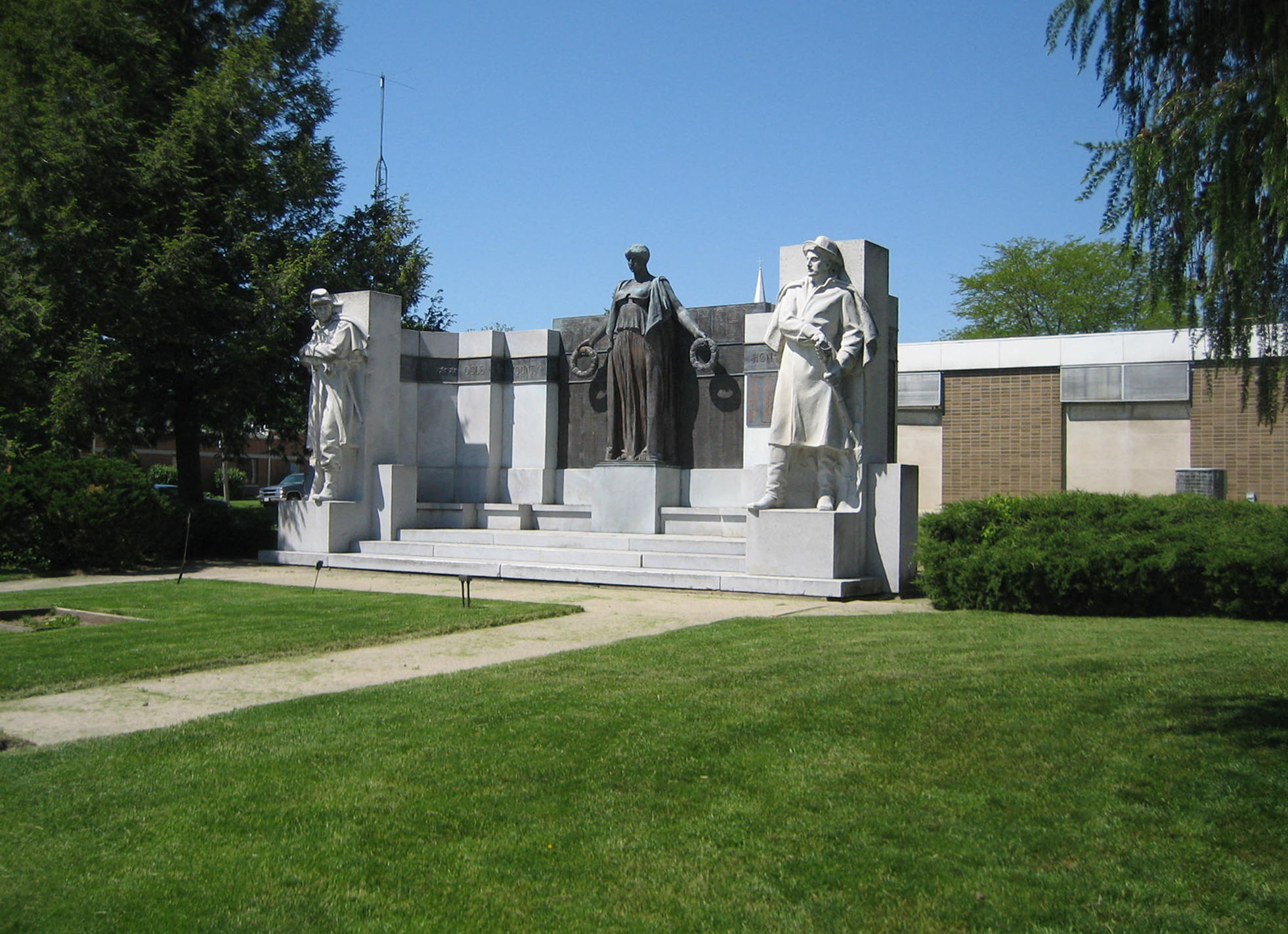